# Centre national de documentation (Maroc)
Le Centre national de documentation est un organisme public du royaume du Maroc, apparenté à un centre gouvernemental pour la recherche et la conservation du patrimoine documentaire économique, social, scientifique et technique. Ses bureaux son basés à Rabat. Il est soumis à la tutelle du Haut-Commissariat au plan, lui aussi basé à Rabat.